# Andrea Schenker-Wicki
Andrea Schenker-Wicki (* 2. November 1959 in Zürich) ist eine Schweizer Wirtschaftswissenschaftlerin. Seit August 2015 ist sie Rektorin der Universität Basel.

## Leben
Andrea Schenker-Wicki studierte Lebensmittelwissenschaft an der ETH Zürich und Wirtschaftswissenschaften an der Universität Zürich. 1990 wurde sie an der Universität Freiburg (Schweiz) im Bereich Operations Research und Informatik promoviert. 1996 habilitierte sie sich an der Universität St. Gallen mit einer Studie zur Evaluation von Hochschulleistungen.
Von 1990 bis 1997 war Schenker-Wicki als wissenschaftliche Mitarbeiterin und ab 1993 als Informationsverantwortliche an der Nationalen Alarmzentrale in Zürich tätig. Anschliessend führte sie während vier Jahren die Sektion Universitätswesen im Bundesamt für Bildung und Wissenschaft (heute: Staatssekretariat für Bildung, Forschung und Innovation).
Von 2001 bis 2015 war sie Ordentliche Professorin für Betriebswirtschaftslehre an der Universität Zürich und Direktorin des Executive MBA sowie des CAS-Programms «Grundlagen der Unternehmensführung». 2012 wurde sie zudem zur Prorektorin Rechts- und Wirtschaftswissenschaften der Universität Zürich gewählt und bekleidete dieses Amt bis 2014.
Seit August 2015 ist sie Rektorin der Universität Basel. Damit ist sie die erste weibliche Rektorin in der Geschichte der Universität.
Im Juni 2021 wurde Schenker-Wicki zur Präsidentin von Eucor gewählt, davor hatte sie bereits seit Oktober 2020 die Präsidentschaft interimsmäßig übernommen.

## Auszeichnungen und Mitgliedschaften
Andrea Schenker-Wicki ist unter anderem Mitglied des Fachhochschulrats der Zürcher Fachhochschule (ZFH). Zudem gehörte sie dem Akkreditierungsrat der Stiftung zur Akkreditierung von Studiengängen in Deutschland (2009–2012) sowie dem Österreichischen Wissenschaftsrat (2010–2016) an, präsidierte von 2007 bis 2012 den wissenschaftlichen Beirat des Organs für Akkreditierung und Qualitätssicherung (OAQ) für den Bereich der Universitäten und war von 2012 bis 2015 Mitglied des Schweizerischen Wissenschafts- und Innovationsrats. 2013 verlieh ihr die Universität für Bodenkultur Wien die Ehrendoktorwürde. Seit dem Jahr 2015 ist Schenker-Wicki Ehrenmitglied AV Filetia Turicensis, einer reinen Frauenverbindung im Schweizerischen Studentenverein an der Universität Zürich.